# Gairo
Gairo ist eine italienische Gemeinde (comune) mit 1260 Einwohnern (Stand 31. Dezember 2023) in der Provinz Ogliastra auf Sardinien.

## Geographie
Die Gemeinde liegt etwa 16 Kilometer südwestlich von Tortolì. An der südöstlichen Gemeindegrenze entspringt der Pelau. Mit einer Exklave liegt die Gemeinde auch am Tyrrhenischen Meer (Ortschaft Coccorocci).

## Geschichte
Im Oktober 1951 wurde der alte Ortskern, heute Gairo Vecchio genannt, sowie die historische Burganlage durch Überflutung annähernd vollständig zerstört und später aufgegeben, um neue Häuser oberhalb des halbzerstörten Dorfes und an der Küste wieder aufzubauen. In Abgrenzung zu Gairo Vecchio wird der heutige Ort auch als Gairo Nuovo oder Gairo Sant’Elena bezeichnet. Aus der Siedlung an der Küste entstand im Jahr 1984 die jetzige Gemeinde Cardedu, was die Jahreszahl im Wappen des Ortes erklärt.

## Verkehr
Durch die Gemeinde führt die Strada Statale 198 di Seui e Lanusei von Serri nach Tortolì. Gairo besitzt einen Bahnhof an der schmalspurigen Bahnstrecke Mandas–Arbatax, der in den Sommermonaten vom Trenino Verde bedient wird.